# Morro Chache
El morro Chache es una montaña chilena, la más alta cumbre de la cordillera de la Costa central, ubicada en Cabildo en la Región de Valparaíso. Forma parte de la denominada cordillera del Melón, que se extiende entre el río La Ligua y el río Aconcagua. 
Al morro Chache se accede por el mineral Las Pataguas, a poco más de 15 km al sudeste de La Ligua. Su aproximación y ascenso implican por lo menos dos días de excursión. 
Desde su cumbre se pueden divisar el monte Aconcagua, el cerro La Campana, el cerro El Roble, así como gran parte de la cordillera del Melón y la costa de la región de Valparaíso.

## Cumbre más alta de la cordillera de la Costa central
Es común leer que el Cerro El Roble o que el Altos de Cantillana corresponden a las mayores alturas de la cordillera de la Costa en su sección central. Sin embargo, existen ciertas fuentes[cita requerida] que citan al el cerro Chache como la de mayor altitud. La discusión radica, básicamente, en el entrelazado de cordones montañosos que predominan en esta zona de transición de Valles Transversales a Valle Longitudinal, lo que provoca confusiones a la hora de hablar del Cerro Chache, al tomarlo como parte del cordón transversal que separa a las hoyas hidrográficas del río La Ligua y del río Aconcagua. Se desmiente esta tesis, al estudiar las cartas del Instituto Geográfico Militar o bien ascendiendo al cerro El Roble o al cerro La Campana, y darse cuenta de que el cerro Chache está en línea continua hacia el norte, distanciándose del mar casi por los mismos kilómetros en línea recta, al igual que el cerro El Roble, y que además el cordón transversal adyacente, en dirección este, que lo une a la cordillera de los Andes, es de menor altitud que toda la cordillera del Melón, en donde se encuentra el cerro Chache. Estas pruebas lo hacen la mayor altitud de esta sección de la cordillera de la Costa chilena.
- Datos: Q8538600